# Jules Adenis
Jules Adenis-Colombeau, noto come Jules Adenis (Parigi, 28 giugno 1821 – Parigi, 7 febbraio 1900), è stato un drammaturgo, librettista e giornalista francese.

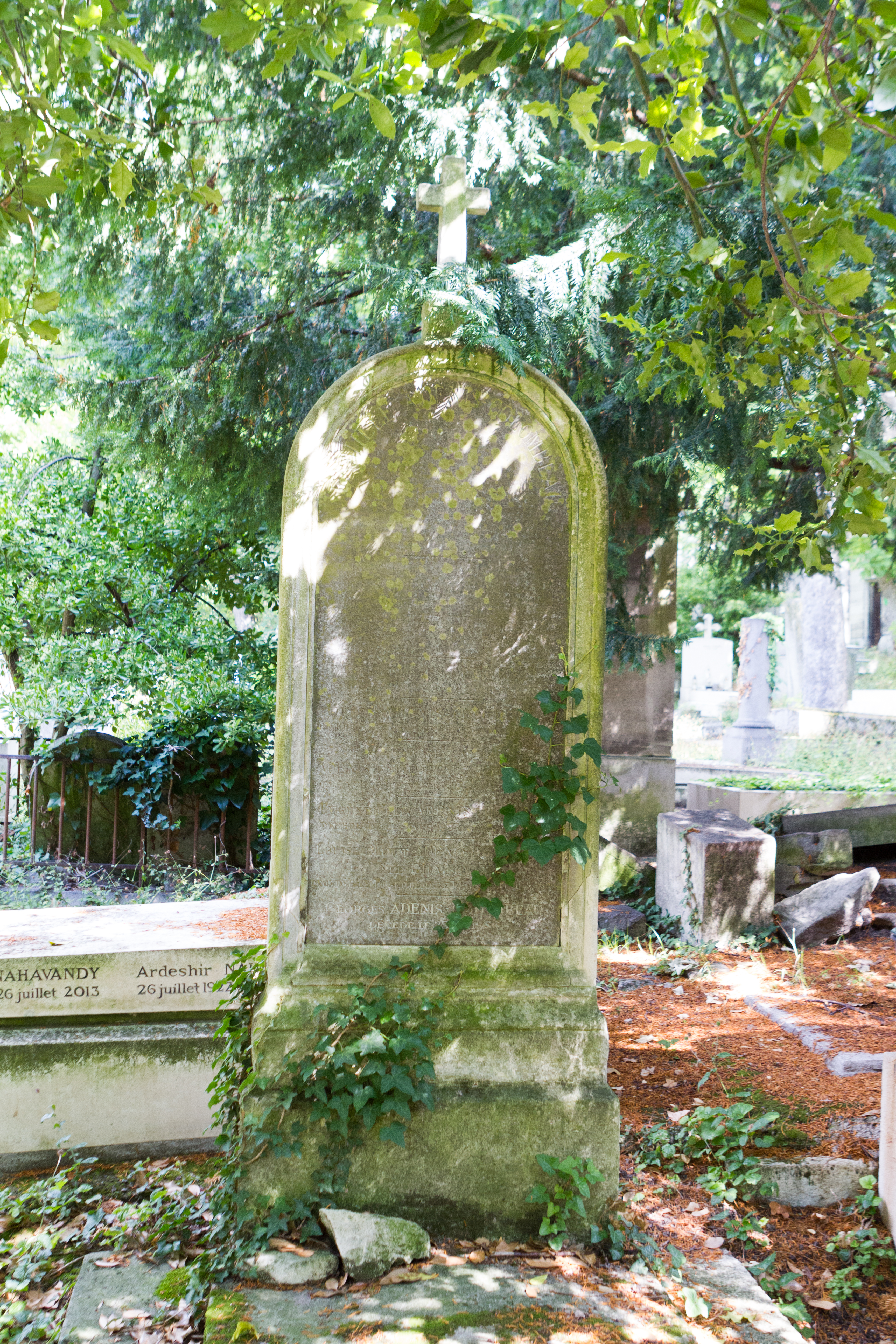
Tomba della famiglia Adenis-Colombeau al Cimitero di Père-Lachaise

I suoi due figli, Eugène-Félix Adenis-Colombeau, noto come Eugène Adenis (1854-1923) e Jules-Edouard Adenis-Colombeau, detto Édouard Adenis (1867-1952), furono ugualmente librettisti e drammaturghi.

## Biografia
Dopo gli studi al Collège royal de Bourbon (in seguito Liceo Condorcet), entra come impiegato in una manifattura. In seguito si volge al giornalismo e collabora, tra altre testate, a Le Corsaire dal 1847 al 1849. Lascia definitivamente l'impiego nel 1851 e da allora scrive un gran numero di commedie e libretti d'opera, tra i quali il più noto è La bella fanciulla di Perth, musicato da Georges Bizet. È anche segretario della Société des auteurs et compositeurs dramatiques.
Jules Adenis è l'autore del libretto della prima opéra-comique di Jules Massenet, La Grand' Tante. Massenet conservò a lungo il ricordo della prima rappresentazione: «Par un beau vendredi d'avril, à sept heures et demie du soir, le rideau se leva à l'Opéra-Comique. Je me trouvais dans les coulisses auprès de mon cher ami, Jules Adenis. Mon cœur palpitait d'anxiété, saisi par ce mystère auquel j'allais pour la première fois me livrer corps et âme, comme à un Dieu inconnu.» La Grand' Tante ebbe 14 rappresentazioni. La partitura dell'orchestrazione andò perduta nell'incendio che devastò il teatro nel 1887.. 
Adenis è sepolto al cimitero di Père-Lachaise, divisione n. 10.

## Opere

### Libretti
- 1856: Un postillon en gage, operetta in 1 atto, con Édouard Plouvier, musica di Jacques Offenbach;
- 1863: Madame Pygmalion, operetta buffa in 1 atto, con Francis Tourte, musica di Frédéric Barbier;
- 1864: Sylvie, opéra-comique in 1 atto, con Jules Rostaing, musica di Ernest Guiraud;
- 1865: La Fiancée d'Abydos, opera in 4 atti e 5 quadri, musica di Adrien Barthe;
- 1867: La Grand'tante, opéra-comique in 1 atto, con Charles Grandvallet, musica di Jules Massenet;
- 1867: La Jolie Fille de Perth, opera in 4 atti e 5 quadri, da Walter Scott, con Jules-Henri Vernoy de Saint-Georges, musica di Georges Bizet;
- 1868: La Contessina, opera-seria in 3 atti, con de Saint-Georges, testo italiano di Achille de Lauzières, musica di Giuseppe Luci Poniatowski;
- 1870: La devineresse, opéra-comique in 1 atto, musica di Théodore de Lajarte;
- 1873: Les Trois Souhaits, opéra-comique in 1 atto, musica di Ferdinand Poise;
- 1878: La Zingarella, opéra-comique in 1 atto, musica di Joseph O'Kelly;
- 1884: Le Portrait, opéra-comique in 2 atti, con Laurencin, musica di Théodore de Lajarte;
- 1886: Les Templiers, opera in 5 atti e 7 quadri, con Paul-Armand Silvestre e Lionel Bonnemère, musica di Henry Litolff;
- 1886: Juge et Partie, opera-comique in 2 atti, musica di Edmond Missa;
- 1897: Le légataire universel, opera-buffa in 3 atti, con Lionel Bonnemère, musica di Georges Jean Pfeiffer;

### Teatro
- 1852: Une nuit orageuse, commedia in 2 atti, con Armand d'Artois;
- 1854: Ne touchez pas à la hache! commedia-vaudeville in 1 atto, con Édouard Plouvier;
- 1854: Ô le meilleur des pères, vaudeville in 1 atto, con Adrien Decourcelle;
- 1855: Philanthropie et repentir, vaudeville in 1 atto;
- 1855: Trop beau pour rien faire, commedia in 1 atto, con Édouard Plouvier;
- 1857: La Crise de ménage, commedia in 1 atto, con Édouard Plouvier;
- 1859: Feu le capitaine Octave, commedia in 1 atto, con Édouard Plouvier;
- 1860: Si Pontoise le savait! commedia-vaudeville in 1 atto, con Laurencin e Francis Tourte;
- 1860: Une bonne pour tout faire, vaudeville in 1 atto, con Jules Rostaing;
- 1860: Toute seule, commedia mista a canti, in 1 atto, con Édouard Plouvier;
- 1868: La Czarine, dramma in 5 atti e 8 quadri, con Octave Gastineau Testo
- 1874: L'Officier de fortune, dramma in 5 atti e 10 quadri, di cui un prologo, con Jules Rostaing;
- 1879: L'Abîme de Trayas, dramma in 5 atti e 6 quadri, con Jules Rostaing;

### Altri scritti
- Le Théâtre chez soi. Contes et légendes en action. Charades en trois parties, 5 vol., 1887-1889;
- Les Étapes d'un touriste en France. De Marseille à Menton, 1892 Testo